# 安娜·希维尔什琴斯卡
安娜·希维尔什琴斯卡（1909年—1984年），波兰诗人，出生于华沙，曾参与第二次世界大战，华沙起义时担任护士。